# Matrimonio rato
En Derecho canónico se llama matrimonio rato al matrimonio que, habiéndose celebrado legítima y solemnemente todavía no se ha consumado.
Este matrimonio es válido desde el acto de su celebración, siendo firme sin necesidad de consumación. Las Leyes de Partidas (ley 4.ª, título X, Partida 4.ª) dicen que ratum en latín equivale a afirmança y que esta únicamente se da en los matrimonios cristianos, ya que son los únicos que no se deshacen si fuesen hechos derechamente.
Distinguen los teólogos tres clases de matrimonio:
- El matrimonio de los bautizados se llama rato (ratum, o sea, ratificado por la Iglesia) si todavía no ha sido consumado
- rato y consumado si entre los cónyuges ha tenido lugar el acto conyugal a que por su naturaleza se ordena el contrato de matrimonio[1]
- El matrimonio de los no bautizados válido se llama legítimo